# Unión de Arquitectos Contemporáneos

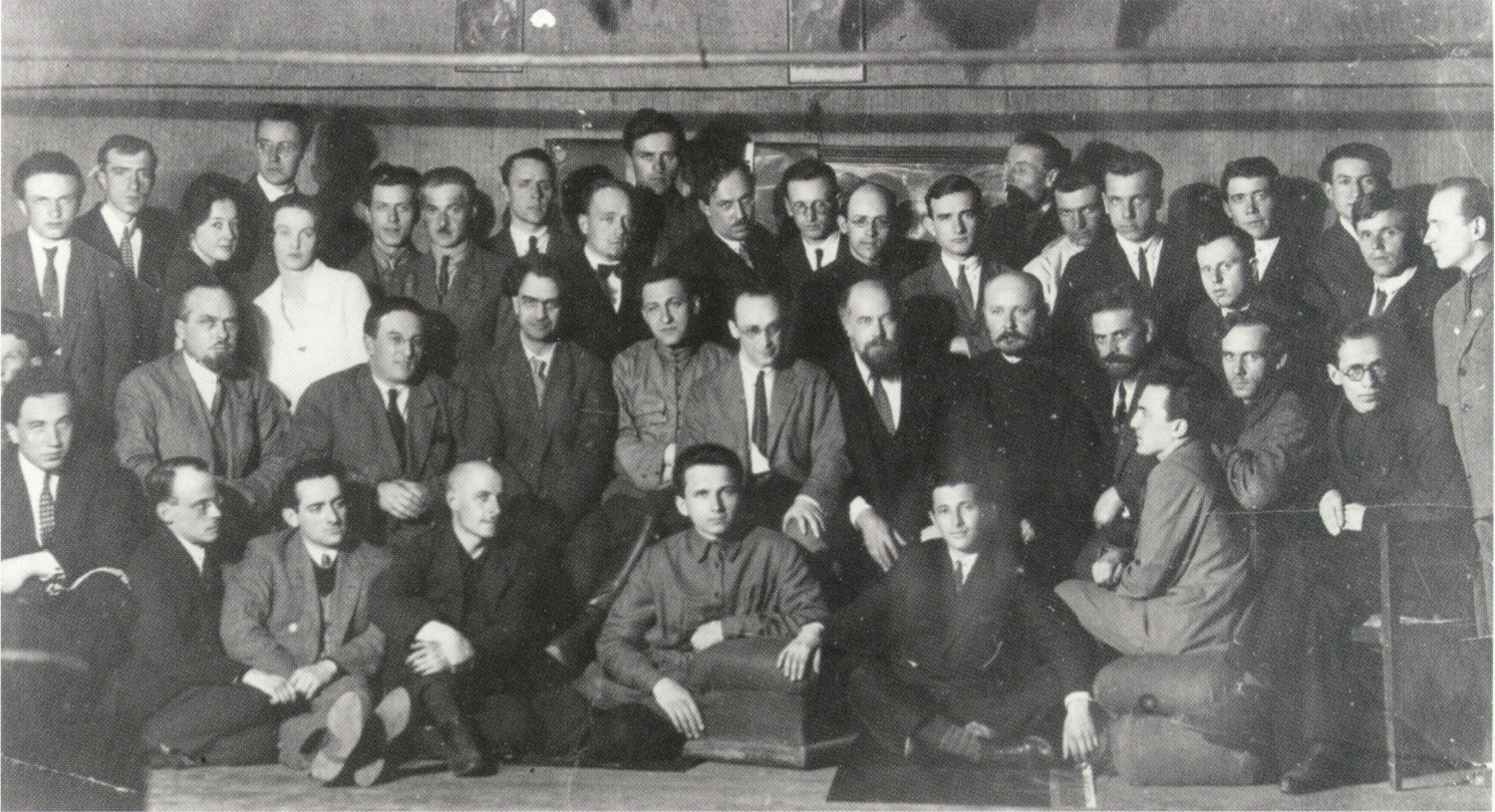
Primera conferencia de la OSA, Moscú, abril de 1928

La Unión de Arquitectos Contemporáneos (en ruso: Объединение современных архитекторов, romanización Obiedinénie Sovreménnyj Arjitéktorov), más conocida por las siglas OSA (en cirílico ОСА), fue una asociación de vanguardia arquitectónica surgida en la Unión Soviética, activa entre 1925 y 1932. Vinculada al constructivismo, sus principales representantes fueron: Iván Nikoláyev, los hermanos Aleksandr, Leonid y Víktor Vesnín, Iván Leonídov, Mijaíl Barshch, Andréi Búrov, Moiséi Guínzburg, Ignati Milinis, Kazimir Malévich, Ilyá Gólosov y Aleksandr Nikolski. Entre 1926 y 1930 editaron la revista Sovreménnaya Arjitektura (Arquitectura contemporánea). Junto a ASNOVA, fue la principal asociación arquitectónica soviética de los años 1920, hasta que en 1932 fue disuelta por la dictadura estalinista.

## Historia

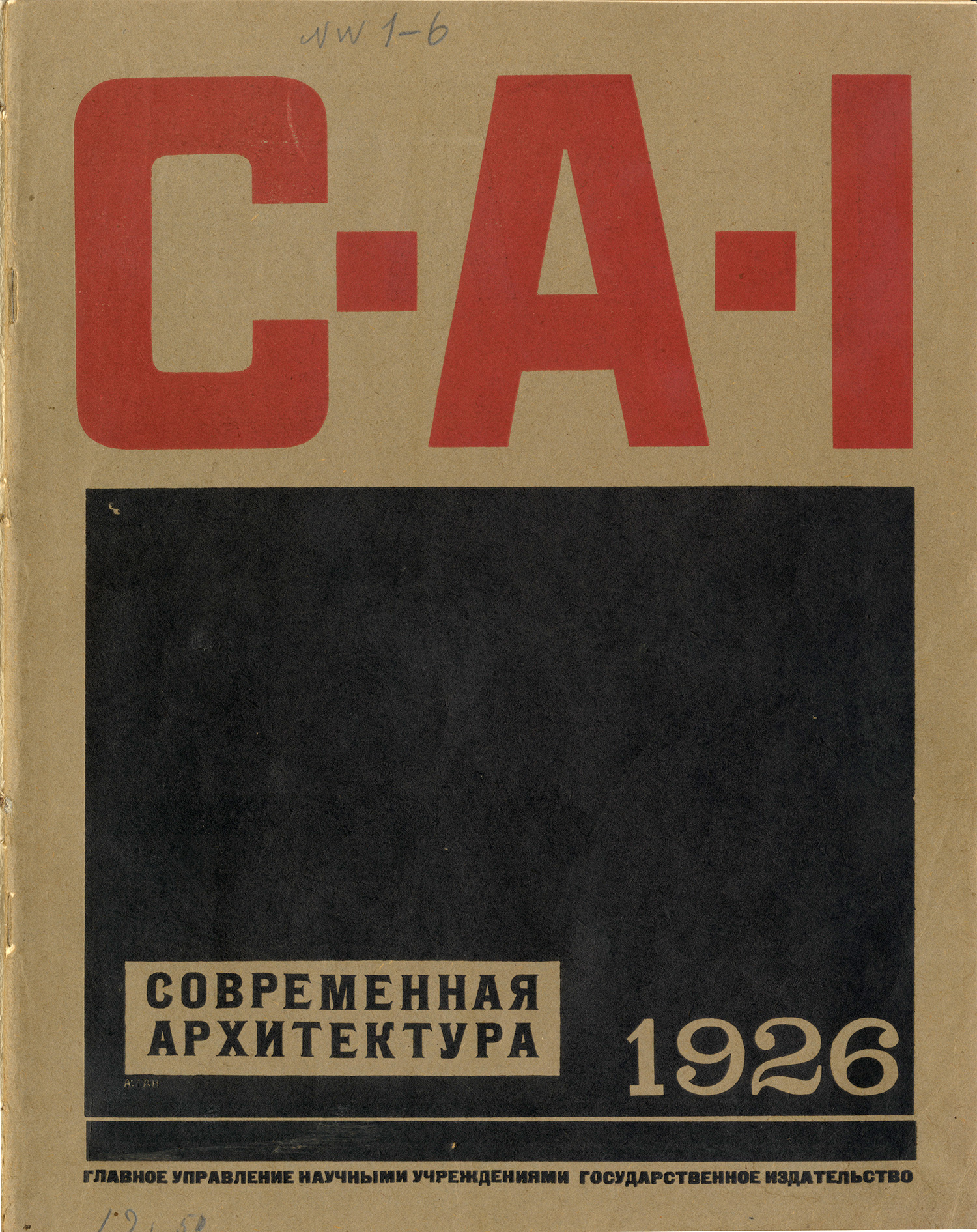
Primera portada de la revista Sovreménnaya Arjitektura (1926)

Esta asociación fue fundada en diciembre de 1925, vinculada al constructivismo, un movimiento artístico surgido en la Rusia revolucionaria que pretendía a través del arte realizar una transformación de la sociedad mediante una reflexión sobre las formas puras artísticas concebidas desde aspectos como el espacio y el tiempo, que generaron en artes plásticas una serie de obras de estilo abstracto, con tendencia a la geometrización. En su vertiente arquitectónica, inició un programa ligado a la revolución que buscaba una arquitectura funcional que satisficiese las necesidades reales de la población.
Las realizaciones más prácticas del constructivismo corrieron a cargo de dos asociaciones: la ASNOVA (Asociación de Nuevos Arquitectos), creada en 1923 bajo la premisa de encontrar soluciones universales para la arquitectura, desligadas de las relaciones forma-función o forma-contexto social, y representada fundamentalmente por Konstantín Mélnikov y Nikolái Ladovski; y la OSA, fundada con el objetivo de aunar vanguardia artística y política y crear un arte productivo y utilitario. El primer presidente de la OSA fue Aleksandr Vesnín. Se constituyeron diversos grupos OSA en Leningrado, Kazán, Tomsk, Ekaterinburg, Novosibirsk, Járkov, Kiev y Bakú.

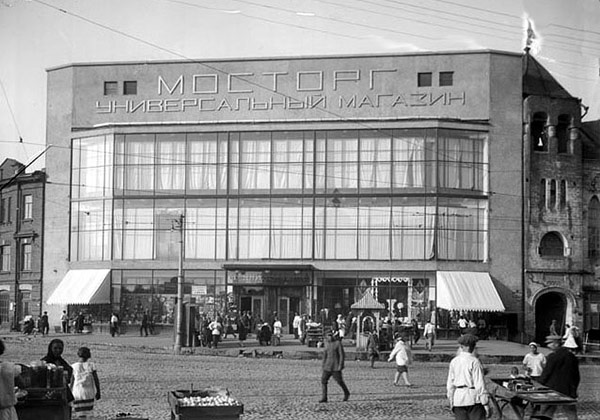
Almacenes Mostorg, de los hermanos Vesnín

Algunos de los arquitectos de la OSA procedían de ASNOVA y tenían como principal preocupación el tratamiento de la arquitectura desde una visión colectiva, ajena a los individualismos, una tendencia que también se desarrolló en el resto de Europa con los Congresos Internacionales de Arquitectura Moderna (CIAM). El principal medio de difusión del grupo fue la revista Sovreménnaya Arjitektura («Arquitectura contemporánea»), editada por los hermanos Vesnín y Moiséi Guinzburg entre 1926 y 1930. De aparición bimensual, esta revista contó con el diseño gráfico de Alekséi Gan, que la convirtió en una de las más vanguardistas de su época. Destacaron especialmente los artículos-manifiesto de Guinzburg, que marcaron la evolución del constructivismo soviético hacia un progresivo acercamiento a los postulados racionalistas de la arquitectura europea de su época. Además del ámbito ruso, la revista exponía las principales novedades de la vanguardia arquitectónica, como la Bauhaus o arquitectos como Le Corbusier.

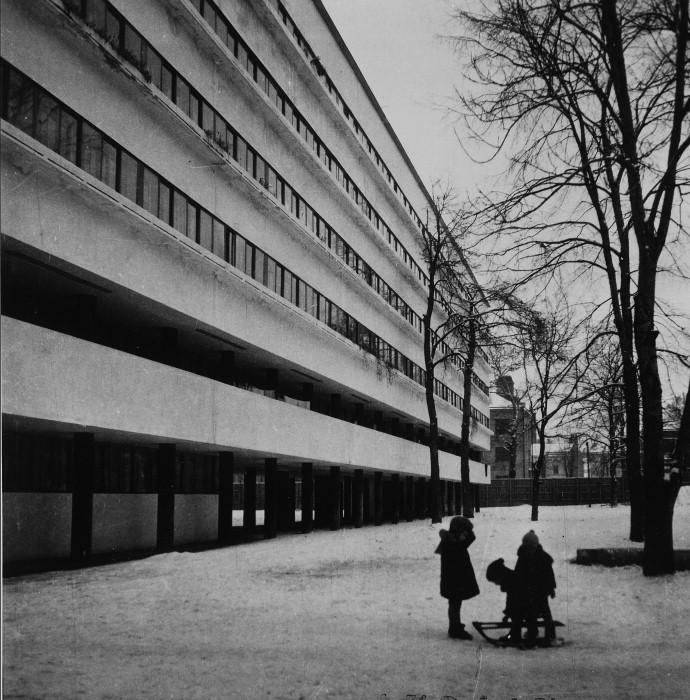
Edificio del Narkomfín (1928-1930), de Moiséi Guínzburg e Ignati Milinis, Moscú

En mayo de 1927, el grupo organizó en Moscú la primera Exposición Internacional de Arquitectura. Al año siguiente celebró su primera conferencia, centrada en el manifiesto El constructivismo en la arquitectura de Moiséi Guinzburg. En mayo de 1929 celebraron su primer congreso y, ese año, el núcleo principal del grupo creó la asociación Octubre para consolidar el vanguardismo soviético. En 1931 la Unión ingresó en el MOVANO con el nombre de Sección de los arquitectos de la construcción socialista (SASS).
En el estudio redactado por Guinzburg para su primera conferencia se proponía como principal directiva arquitectónica el desarrollo de diversas tipologías dinamizadoras de la construcción, denominadas «condensadores sociales», de los que establecía tres modelos principales: la casa colectiva, el club obrero y la fábrica. Estos a su vez se aglutinarían en una unidad mayor, el «condensador general», es decir, la ciudad.

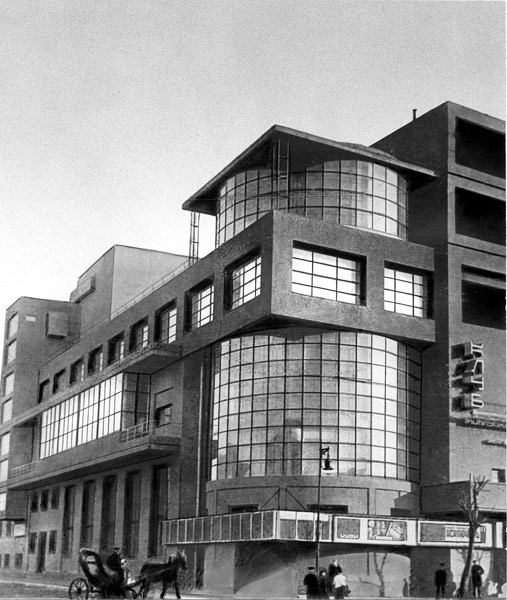
Club Zúyev (1927-1929), de Ilyá Gólosov, Moscú

Este programa se intentó desarrollar en el primer plan quinquenal de 1928-1933, en el que se invitó a participar también a arquitectos extranjeros como Erich Mendelsohn y Ernst May. La principal realización fue la Estación Hidroeléctrica Dniéper en Zaporiyia, construida entre 1927 y 1932 por Víktor Vesnín.
La vivienda colectiva se desarrolló bajo la dirección del Stroikom (Comité para la construcción estatal), bajo la dirección de Moiséi Guinzburg, quien desarrolló un tipo de vivienda mínima denominado «célula F», de 27 o 30 m², que se podía reproducir en grandes bloques de viviendas con servicios colectivos, las llamadas dom-kommuna (en ruso: дом-коммуна o casa-comuna). Entre 1928 y 1930, se construyeron dos de estos complejos: uno por Guinzburg y Milinis para el Narkomfín (Comisariado del Pueblo para las Finanzas), en el Bulevar Novinski, n.º 25,  y otro por Barshch, Vladímirov, Milinis, Leonídov, Pasternak y Slávina con diseño interior de Solomón Lisagor, en el Bulevar de Gógol, n.º 8 de Moscú.

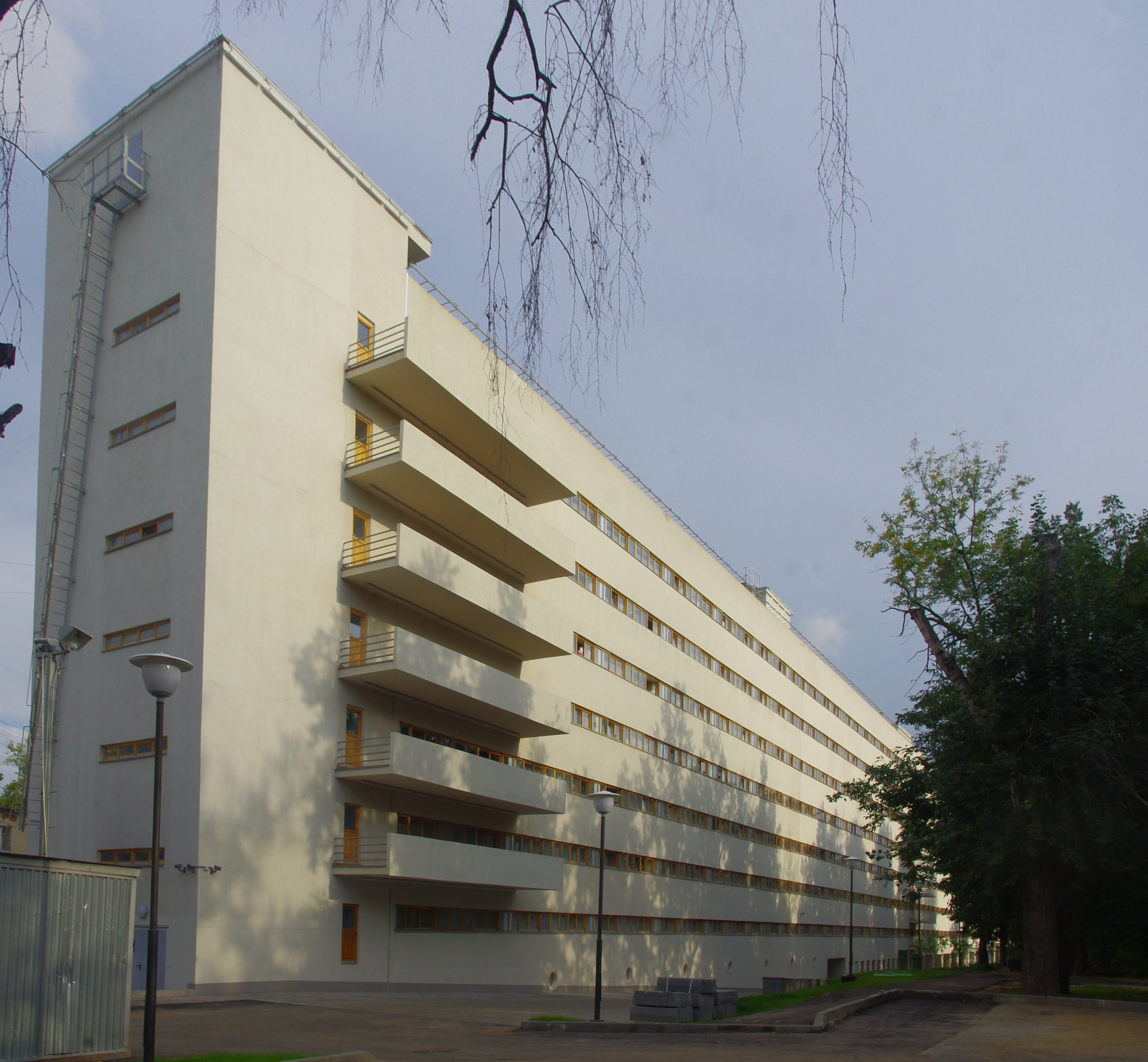
Casa comunal del Instituto Textil (1929-1931), de Iván Nikoláyev, Moscú

En el terreno del urbanismo, en 1929 se fundó la ARU (Unión de Arquitectos Urbanistas), en el seno de la cual se desarrollaron dos tendencias urbanísticas: la de los «urbanistas», defensores de reestructurar las ciudades tradicionales; y la de los «desurbanistas», que promovían crear asentamientos longitudinales inspirados en la Ciudad Lineal de Arturo Soria. Ambos grupos presentaron diversas propuestas tanto de reorganización de ciudades existentes como de creación de nuevas, entre las que destacan el proyecto de reurbanización de Magnitogorsk de Iván Leonídov (1930) y el de un barrio satélite para Moscú de Ernst May (1932), que no se llegaron a realizar. También Guinzburg y Barshch presentaron en 1930 un plan de descentralización de Moscú conocido como la «Ciudad verde», cuya exposición visitó el arquitecto suizo Le Corbusier, uno de los padres de la arquitectura racionalista. Cabe citar también el proyecto de nueva ciudad de Sosgorod (1930), de Nikolái Miliutin, en que propone una ordenación lineal en bandas paralelas que sustituya a los barrios, considerados como manifestación del sistema de clases.
Las principales formulaciones de la OSA quedaron en el ámbito teórico. Entre sus realizaciones destacan las de los hermanos Vesnín (centro comercial Mostorg de la calle Krásnaya Presnya de Moscú, 1926-1927; Casa de la Sociedad de Antiguos Deportados Políticos, actual Teatro-Taller del actor de cine, 1929-1931; Casa de la cultura del barrio Proletarski de Moscú, 1931-1937), Iván Nikoláyev (Instituto Electrotécnico de Moscú, con Anatoli Fisenko, 1927-1929; Casa-comuna de los estudiantes de Moscú, 1929-1930), Mijaíl Barshch (Planetario de Moscú, 1929), Andréi Búrov (Club comuna de las fábricas Iava, Dukar y Bolchevik, 1928; Casa del pescador del Extremo Oriente, 1928), Moiséi Guinzburg (Palacio de la Cultura de Ekaterinoslav, 1926; Casa de los Soviets en Majachkalá, 1926; Instituto Politécnico de Ivánovo, 1927; edificio de viviendas del bulevar Novinski de Moscú, con Milinis, 1928-1930; Casa del Gobierno de Alma-Ata, con Milinis, 1929-1931), Ilyá Gólosov (edificio del Rusguertorg [Dirección General del Comercio de Rusia] y del Elektrobank, 1926; Club Zúyev en Moscú, 1927-1929), Ignati Milinis (Club de la fábrica Serp i Mólot [la Hoz y el Martillo] en Moscú, 1929-1933) y Aleksandr Nikolski (escuelas de la calle Tráktornaya, 1926-1927; y de la avenida Lesnaya, 1930-1932).
El fin del grupo se produjo en 1932 con la supresión de grupos artísticos llevada a cabo por la dictadura estalinista. Ello se escenificó con el concurso para el Palacio de los Sóviets de 1931, al que concurrieron arquitectos racionalistas de renombre como Walter Gropius y Le Corbusier, además de numerosos constructivistas rusos, pero que fue adjudicado a dedo al académico Borís Iofán.

## Principales miembros de la OSA
- Mijaíl Barshch
- Andréi Búrov
- Alekséi Gan
- Moiséi Guínzburg
- Ilyá Gólosov
- Panteleimón Gólosov
- Nikolái Kolli
- Nikolái Krasílnikov
- Iván Leonídov
- Kazimir Malévich
- Iván Nikoláyev
- Aleksandr Nikolski
- Mijaíl Ojitóvich
- Aleksandr Pasternak[4]
- Aleksandr Ródchenko
- Varvara Stepánova
- Aleksandr Vesnín
- Leonid Vesnín
- Víktor Vesnín